# Armée de terre de la république islamique d'Iran
 (mars 2011).
Si vous disposez d'ouvrages ou d'articles de référence ou si vous connaissez des sites web de qualité traitant du thème abordé ici, merci de compléter l'article en donnant les références utiles à sa vérifiabilité et en les liant à la section « Notes et références ».
L'armée de terre d'Iran est la branche terrestre de l'armée de la république islamique d'Iran. Sa fonction est la préservation de la souveraineté et la protection des frontières de l'Iran.
L'histoire des forces terrestres en Iran remonte à l'empire achéménide et la forme actuelle des forces terrestres en tant qu'une armée moderne a été établie sous le règne de Reza Shah Pahlavi  et s'est développée sous le règne de Mohammad Reza Pahlavi.
Actuellement, le général de brigade Kiomars Heydari est le commandant en chef de l'armée de terre d'Iran. Le quartier général du commandement des forces terrestres de l'armée est situé dans la région de Lavizan, au nord-est de Téhéran. Semi-professionnelle, l'armée iranienne est reconnue comme l'une des plus puissantes de la région[réf. nécessaire].
L'Iran dispose de eux forces terrestres distinctes, qu'il convient de ne pas confondre : l'armée de Terre, ou Artesh, et le Corps des Gardiens de la révolution islamique, qui dépendent directement du Guide de la révolution.
Il est important de ne pas confondre l'Artesh (armée régulière) avec les troupes des Gardiens de la révolution islamique, qui sont en fait une armée idéologique et parallèle.

## Historique
L'armée royale de la Perse compte environ 30 000 hommes lors du putsch militaire déclenché par Reza Khan dans la nuit du 20 au 21 février 1921. Celui-ci réforme cette institution dont l'archaïsme a été démontré lorsque les combats entre l'armée ottomane et Alliés russo-britanniques ont débordé sur son territoire lors de la Première Guerre mondiale.
Des véhicules armés sont achetés à partir de 1924. Les premiers sont 4 automitrailleuses Rolls-Royce M1921 armés d'une mitrailleuse Vickers .303 British. La France vend en 1925 quelques chenillettes Citroën P2 et chars Renault FT mais on ne sait pas s'ils ont été effectivement livrés.
De fait, le premier blindé armé d'un canon a entré en service opérationnel en nombre limité inconnu est le véhicule de reconnaissance American LaFrance TK-6 a roues armé d'un canon de 37 mm en 1933. 12 Marmon-Herrington M1934 équipés de la même arme sont livrés en 1935.
La Tchécoslovaquie devient un fournisseur de l'armée perse à partir de 1931 en livrant fusils, mitrailleuses et artillerie. 
En 1934, la Perse change de nom et devient l'Iran.
Entre août 1936 et mai 1937, 50 chars léger tchécoslovaques ČKD TNH armés de canons et 50 chenillettes CKD AH-IV (en) équipé de mitrailleuses ZB-26 et les deux prototypes sont livrés. Ils sont intégrés à parts égales aux première et seconde divisions d'infanterie.
En 1941, les effectifs sont de 125 000 hommes, répartis en 9 divisions d'infanterie et 5 brigades. Elles sont balayées[pas clair] lors de l'invasion anglo-soviétique de l'Iran lancée le 25 août 1941.
L'armée est réorganisée à partir de 1944 au standard américain jusqu'à la révolution islamique de 1979.
Le 22 septembre 1980 l’Irak envahi l'Iran, déclenchant la guerre Iran-Irak. Tout au long de la guerre, l'Iran n'a jamais réussi à se remettre complètement de la fuite post-révolutionnaire du personnel militaire. Des sanctions continues ont empêché l'Iran d'acquérir de nombreuses armes lourdes, telles que des chars et des avions. Lorsque l'invasion a eu lieu, de nombreux pilotes et officiers ont été libérés de prison ou ont vu leurs exécutions commuées pour combattre les Irakiens. En outre, de nombreux officiers subalternes ont été promus généraux, ce qui a permis à l'armée d'être davantage intégrée au régime à la fin de la guerre, comme c'est le cas aujourd'hui. L'Iran avait encore au moins 1 000 chars opérationnels et pouvait cannibaliser l'équipement pour se procurer des pièces de rechange.

## Personnel
En 2023, l'armée de terre iranienne compte environ 350 000 soldats au total dont 130 000 militaires d'actives et 220 000 conscrits.
L'Iran peut aussi appeler un nombre d'environ 350 000 réservistes puisque la plupart des hommes a un service militaire d'une durée de 18 à 21 mois à effectuer. Il est connu que les éléments conscrits de l'armée ne sont pas aussi bien entrainés que les soldats professionnels.
Il faut également prendre en compte les gardiens de la révolution qui sont une entité bien distincte de l'armée de terre qui en temps de paix effectue des missions de sécurité mais qui peut travailler conjointement avec les forces conventionnelles en cas de guerre. La composante terrestre du corps des gardiens de la révolution compte au moins 150 000 hommes qui ne disposent que de très peu d'équipements lourds.  Les gardiens de la révolution ont également sous leur contrôle les Basij une force paramilitaire composée d'environ 600 000 hommes ils sont chargés de la sécurité intérieure et extérieure de l'Iran.
La gendarmerie et les gardes frontières comptent entre 40 000 et 60 000 hommes, ce nombre peut monter jusqu'à 450 000 en faisant appel aux conscrits.

## Équipements
Liste des équipements au 1er janvier 2023.

### Véhicules de combat blindés
| Type                              | Modèle                           | Origine                         | Quantité | Année                      |
| --------------------------------- | -------------------------------- | ------------------------------- | -------- | -------------------------- |
| Char de combat                    | T-72S                            | Union soviétique - Iran         | 480      | 1994-1999                  |
| Char de combat                    | Zulfiqar                         | Iran                            | 100      | depuis 1994                |
| Char de combat                    | M60A1                            | États-Unis                      | 150      | 1969-1970                  |
| Char de combat                    | Chieftain Mk3/Mk5                | Royaume-Uni                     | 100      | 1971-1979                  |
| Char de combat                    | T-62                             | Union soviétique                | +75      |                            |
| Char de combat                    | T-54 / T-55 / Type-59 / Safir-74 | Union soviétique - Chine - Iran | 540      | 1945-1958 puis depuis 1996 |
| Char de combat                    | M47/M48                          | États-Unis                      | 168      |                            |
| Char léger                        | FV101 Scorpion                   | Royaume-Uni                     | 80       |                            |
| Véhicule de reconnaissance blindé | EE-9 Cascavel                    | Brésil                          | 35       |                            |
| Véhicule de combat d'infanterie   | BMP-1                            | Union soviétique - Russie       | 210      |                            |
| Véhicule de combat d'infanterie   | BMP-2                            | Union soviétique - Russie       | 400      |                            |
| Véhicule de combat d'infanterie   | BMT-2 Cobra                      | Iran                            | N/C      |                            |
| Transport de troupes blindé       | Boragh                           | Iran                            | 140      |                            |
| Transport de troupes blindé       | M113                             | États-Unis                      | 200      |                            |
| Transport de troupes blindé       | BTR-50 / BTR-60                  | Union soviétique                | 300      |                            |

### Artillerie
| Type             | Modèle        | Origine                   | Quantité       | Remarques      |
| ---------------- | ------------- | ------------------------- | -------------- | -------------- |
| Canon automoteur | 2S1 Gvozdika  | Union soviétique - Russie | 60             | 122 mm         |
| Canon automoteur | Raad-1        | Iran                      | Nombre inconnu | 122 mm         |
| Canon automoteur | M109A1        | États-Unis                | 150            | 155 mm         |
| Canon automoteur | Raad-2        | Iran                      | Nombre inconnu | 155 mm         |
| Canon automoteur | Koksan        | Corée du Nord             | 30             | 170 mm         |
| Canon automoteur | M107          | États-Unis                | 22             | 175 mm         |
| Canon automoteur | M110          | États-Unis                | 30             | 203 mm         |
| Canon tracté     | M101A1        | États-Unis                | 130            | 105 mm         |
| Canon tracté     | M-56 Howitzer | Yougoslavie               | 20             | 105 mm         |
| Canon tracté     | D-30          | Union soviétique - Russie | 540            | 122 mm         |
| Canon tracté     | Type-54       | Chine                     | 100            | 122 mm         |
| Canon tracté     | M1954         | Union soviétique          | 985            | 130 mm         |
| Canon tracté     | D-20          | Union soviétique          | 30             | 152 mm         |
| Canon tracté     | GHN-45        | Australie - Canada        | 120            | 155 mm         |
| Canon tracté     | M114          | États-Unis                | 70             | 155 mm         |
| Canon tracté     | WAC-21        | Chine                     | 15             | 155 mm         |
| Canon tracté     | M115          | États-Unis                | 20             | 203 mm         |
| Mortier          | N/C           | N/C                       | 3 000          | 81 mm à 120 mm |

| Type                    | Modèle          | Origine                   | Quantité       | Remarque |
| ----------------------- | --------------- | ------------------------- | -------------- | -------- |
| Lance-roquette multiple | Type 63         | Chine                     | 700            | 107 mm   |
| Lance-roquette multiple | Fadjr 1         | Iran                      | 600            | 107 mm   |
| Lance-roquette multiple | BM-11           | Union soviétique          | 7              | 122 mm   |
| Lance-roquette multiple | BM-21 Grad      | Union soviétique - Russie | 100            | 122 mm   |
| Lance-roquette multiple | Arash/Hadid/Noo | Iran                      | 50             | 122 mm   |
| Lance-roquette multiple | Fajr 3          | Iran                      | +10            | 240 mm   |
| Lance-roquette multiple | M-1985          | Corée du Nord             | 9              | 240 mm   |
| Lance-roquette multiple | Fajr 5          | Iran                      | Nombre inconnu | 330 mm   |

| Type                        | Modèle          | Origine          | Quantité | Remarque |
| --------------------------- | --------------- | ---------------- | -------- | -------- |
| Canon antiaérien automoteur | ZSU-23-4 Shilka | Union soviétique | 100      |          |
| Canon antiaérien automoteur | ZSU-57-2        | Union soviétique | 80       |          |
| Canon antiaérien            | ZPU-2           | Union soviétique | N/C      |          |
| Canon antiaérien            | ZPU-4           | Union soviétique | N/C      |          |
| Canon antiaérien            | ZU-23-2         | Union soviétique | 300      |          |
| Canon antiaérien            | GDF-002         | Suisse           | 92       |          |
| Canon antiaérien            | M-1939 (en)     | Union soviétique | N/C      |          |
| Canon antiaérien            | L/70            | Suède            | 50       |          |
| Canon antiaérien            | S-60            | Union soviétique | 200      |          |
| Canon antiaérien            | M-1939          | Union soviétique | 300      |          |

### Aéronefs
| Type                           | Modèle              | Origine                   | Quantité | Remarques |
| ------------------------------ | ------------------- | ------------------------- | -------- | --------- |
| Transporteur léger             | Cessna 185 Skywagon | États-Unis                | 10       |           |
| Transporteur léger             | Fokker F27          | Pays-Bas                  | 2        |           |
| Transporteur léger             | Turbo Commander 690 | États-Unis                | 4        |           |
| Avion d'affaires               | Falcon 20           | France                    | 1        |           |
| Hélicoptère d'attaque          | AH-1J Cobra         | États-Unis                | 50       |           |
| Hélicoptère de transport lourd | CH-47C Chinook      | États-Unis                | +20      |           |
| Hélicoptère polyvalent         | Bell 214            | États-Unis                | 49       |           |
| Hélicoptère polyvalent         | Mi-171              | Union soviétique - Russie | 20       |           |
| Hélicoptère polyvalent         | Bell 205A           | États-Unis                | 68       |           |
| Hélicoptère polyvalent         | Bell 206 Jet Ranger | États-Unis                | 10       |           |
| Drone de combat                | Mohajer 6           | Iran                      | N/C      |           |
| Drone de reconnaissance        | Kaman 12            | Iran                      | N/C      |           |
| Drone de reconnaissance        | Ababil 2 / 3        | Iran                      | N/C      |           |
| Drone de reconnaissance        | Mohajer 2           | Iran                      | N/C      |           |

## Engagements
- La guerre du Dhofar dans les années 1970 ;
- La guerre Iran-Irak qui a eu lieu de 1980 à 1988.